# Darren Criss
Darren Everett Criss (São Francisco, 05 de fevereiro de 1987) é um ator, cantor e compositor norte-americano. Ele é mais conhecido por interpretar Harry Potter no musical paródia A Very Potter Musical (2009-13), Blaine Anderson na série Glee (2010-15) e Andrew Cunanan em The Assassination of Gianni Versace: American Crime Story (2018).

## Biografia
Nascido em São Francisco, Califórnia, Darren Criss tem ascendência filipina e irlandesa. Quando criança, Criss tocava uma variedade de instrumentos, como violino, guitarra, piano, violoncelo, bandolim, baixo e bateria. Ele tocou bateria em uma banda com seu irmão, Chuck, até que Chuck se mudou para Nova York para desenvolver a sua carreira musical (e, posteriormente, participar do grupo de indie rock Freelance Whales). Criss foi para a Universidade de Michigan, graduando-se em 2009.

## Carreira

### Teatro
Criss fez sua estreia profissional aos 10 anos, na produção da 42nd Street Moon Fanny, de 1997, no papel de Cesário. No ano seguinte, interpretou Mauro na produção da mesma empresa de Richard Rodgers e Stephen Sondheim no musical Do I Hear a Waltz, seguido por Babes in Arms, em 1999, no qual foi Beauregard Calhoun.
Ele faz parte do grupo de teatro Team StarKid, formado por alunos da Universidade de Michigan. Seus papéis nas peças da Team StarKid incluem Harry Potter, nas paródias A Very Potter Musical e A Very Potter Sequel, musicais virais do Youtube.
Perto de suas últimas aparições em Glee, tendo a série acabado em 2015, Darren anunciou 17 de fevereiro que estaria estrelando no papel histórico de Hedwig no musical de John Cameron Mitchell, Hedwig and the Angry Inch, no Belasco Theatre na Broadway, de 29 de abril a 19 de julho. Criss está no momento estrelando com Rebecca Naomi Jones, e admite que Hedwig é um dos papéis de seus sonhos. Darren é co-criador do festival Elsie Fest, evento anual que reúne diferentes atores da Broadway para se apresentarem.

### Televisão

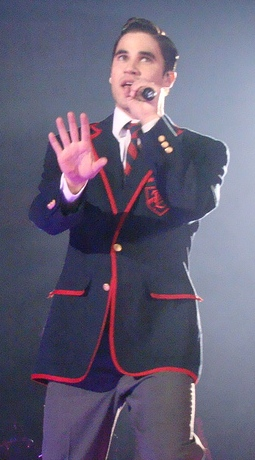
Darren Criss, em junho de 2011, na tour mundial de Glee.

Ele começou na televisão com pequenos papéis em nas séries Eastwick e Cold Case.
Em novembro de 2010, Criss entrou para o elenco da série Glee - a partir do sexto episódio da segunda temporada, "Never Been Kissed", como o estudante Blaine Anderson, aluno da fictícia Dalton Academy e vocal principal do glee club da escola. Originalmente, participaria de 3 episódios da série, mas porque seu personagem se envolveu em uma relação com Kurt Hummel (Chris Colfer), e passou a ser um preferido do público, chegou a virar regular da série em 2011.
Em 2018, Darren atuou como Andrew Cunanan na 2ª temporada de American Crime Story: The Assassination of Gianni Versace. Ganhou um Emmy e um Golden Globe de Melhor Ator em minissérie pela sua atuação. Também levou para casa um SAG AWARDS e um Critics Choice Awards pelo papel de Andrew Cunanan.

### Música
Criss é creditado como um dos principais compositores para os musicais do Team StarKid, assim como A.J. Holmes e Carlos Valdes. Em julho de 2010, ele lançou um extended play independente, nomeado Human, do qual teve como "Not alone" sua música preferida pelo público. Atualmente, tem contrato assinado com a Sony Music Entertainment.
Ele gravou diversos covers para a série Glee, como o vocal principal dos Warblers. A primeira canção, "Teenage Dream", de Katy Perry, foi lançada como single digital, incluída no álbum Glee: The Music, Volume 4 e, mais tarde, no Glee: The Music Presents the Warblers. A canção vendeu 214 mil cópias digitais na primeira semana e estreou no topo da Billboard Digital Songs, sendo a primeira gravada por Glee a alcançar a posição; também foi #8 no Hot 100 da revista. Em abril de 2011, havia vendido 481 mil cópias digitais.
Depois, gravou faixas como "Baby It's Cold Outside", "Bills, Bills, Bills", "When I Get You Alone", "Silly Love Songs", "Hey, Soul Sister", "Animal" , "Candles", "Misery", "Somewhere Only We Know" e "Raise Your Glass. O álbum Glee: The Music Presents the Warblers, que contém todas as faixas gravadas pelos Warblers, alcançou a segunda posição na Billboard 200, com a venda de 86 mil cópias na primeira semana. Fez uma aparição no videoclipe de "Last Friday Night (T.G.I.F.)", de Katy Perry, como Aaron Christopherson.
Na terceira temporada de Glee, como personagem fixo, Darren teve como solos canções como "It's Not Unusual", "Something's Coming" , "Fighter" , "Cough Syrup" e "Last Friday Night (T.G.I.F.)". Na quarta temporada Darren teve como solos "It's Time", "Everybody Wants To Rule The World", "Hopelessly Devoted To You", "Beauty School Drop Out", "Don't Stop Me Now" e "Against All Odds (Take a Look At Me Now)". Ele foi o único ator a fazer uma performance em Glee ao vivo, ou seja, tocando piano e sem uso de playback, sendo que as três canções são: "Teenage Dream", "Against All Odds (Take A Look At Me Now)" e "Not While I'm Around".
Em 2013, fez uma tour nacional, chamada Listen Up Tour.
Em 2017, ele e seu irmão, Chuck Criss, formaram uma banda juntos, chamada Computer Games. Lançaram um EP chamado "Lost Boys Life", tendo como o primeiro single a música Every Single Night, e depois Lost Boys Life. Em novembro do mesmo ano, anunciou um EP solo, intitulado como "Homework", que foi lançado em dezembro.
Em 2018, voltou a fazer mais uma tour nacional, dessa vez ao lado de Lea Michele. A tour foi chamada de LM/DC Tour.

## Vida pessoal
Criss anunciou em janeiro de 2018 que estava noivo de Mia Swier, com quem namorava desde 2010. Eles se casaram em 16 de fevereiro de 2019, em New Orleans. Em 2018, o casal abriu um piano bar, o Tramp Stamp Granny's, em Los Angeles.

## Filmografia

### Cinema
| Ano  | Título                                                | Papel                 | Notas          |
| ---- | ----------------------------------------------------- | --------------------- | -------------- |
| 2005 | I Adora You                                           | Josh                  | Curta-metragem |
| 2009 | Walker Phillips                                       | Elliott               | Curta-metragem |
| 2011 | Life of Leopold                                       | Leopold Bonar         | Curta-metragem |
| 2011 | The Chicago 8                                         | Cara Yippie           |                |
| 2012 | Girl Most Likely                                      | Lee                   |                |
| 2016 | Turtles Take Time (and Space)                         | Raphael               | Curta-metragem |
| 2018 | All You Ever Wished For                               | Tyler Hutton          |                |
| 2018 | The Sword of Damocles                                 | Damocles              | Curta-metragem |
| 2019 | Batman vs Teenage Mutant Ninja Turtles                | Raphael               |                |
| 2019 | Midway                                                | Eugene Lindsey        |                |
| 2020 | Superman: Man of Tomorrow                             | Clark Kent / Superman |                |
| 2021 | Justice Society: World War II                         | Clark Kent / Superman |                |
| 2023 | Legion of Super-Heroes                                | Clark Kent / Superman |                |
| 2023 | Justice League: Warworld                              | Clark Kent / Superman |                |
| 2024 | Justice League: Crisis on Infinite Earths, Part One   | Clark Kent / Superman |                |
| 2024 | Babes                                                 | Doula como homem      |                |
| 2024 | Justice League: Crisis on Infinite Earths, Part Two   | Clark Kent / Superman |                |
| 2024 | Justice League: Crisis on Infinite Earths, Part Three | Clark Kent / Superman |                |

### Televisão
| Ano       | Título                                                    | Papel                                           | Notas                                   |
| --------- | --------------------------------------------------------- | ----------------------------------------------- | --------------------------------------- |
| 2009      | Little White Lie                                          | Toby Phillips                                   | 8 episódios                             |
| 2009      | Eastwick                                                  | Josh Burton                                     | 5 episódios                             |
| 2010      | Cold Case                                                 | Ruben Harris '69                                | Episódio: "Free Love"                   |
| 2010–2015 | Glee                                                      | Blaine Anderson                                 | 90 episódios                            |
| 2011      | Archer                                                    | Mikey / Tommy                                   | Episódio: "Placebo Effect"              |
| 2012      | The Cleveland Show                                        | Hunter                                          | Episódio: "Jesus Walks"                 |
| 2013      | Web Therapy                                               | Augie Sayles                                    | 3 episódios                             |
| 2014      | Stan Lee's Mighty 7                                       | Micro                                           | Telefilme                               |
| 2014-2017 | Transformers: Robots in Disguise                          | Sideswipe                                       | 63 episódios                            |
| 2015      | American Horror Story: Hotel                              | Justin                                          | 2 episódios                             |
| 2016      | Transformers: Rescue Bots                                 | Sideswipe                                       | Episódio: "The Need for Speed"          |
| 2017      | Supergirl                                                 | Music Meister                                   | Episódio: "Star-Crossed"                |
| 2017      | The Flash                                                 | Music Meister                                   | Episódio: "Duet"                        |
| 2017      | :Dryvrs                                                   | Samual                                          | Episódio: "I Sing the Brother Electric" |
| 2018      | The Assassination of Gianni Versace: American Crime Story | Andrew Cunanan                                  | 9 episódios                             |
| 2020      | Hollywood                                                 | Raymond Ainsley                                 | 7 episódios                             |
| 2020      | Royalties                                                 | Pierce                                          | 10 episódios                            |
| 2020      | Wayward Guide                                             | Ryan Reynolds                                   | 9 episódios                             |
| 2021      | Rick and Morty                                            | Bruce Chutback / Naruto                         | 2 episódios                             |
| 2021      | Muppets Haunted Mansion                                   | Zelador                                         | Telefilme                               |
| 2022      | Green Eggs and Ham                                        | Looka                                           | 6 episódios                             |
| 2023      | The Marvelous Mrs. Maisel                                 | Taylor                                          | Episódio: "The Testi-Roastial"          |
| 2023-2024 | Solar Opposites                                           | Coro Feminino de Jesse #2 e #3 / Splash / Z'ash | 2 episódios                             |
| 2024      | Hazbin Hotel                                              | São Pedro                                       | Episódio: "Welcome to Heaven"           |
| 2024-2025 | Gabby's Dollhouse                                         | Marty                                           | 3 episódios                             |

### Videoclipes
| Ano  | Título                       | Personagem              | Artista           |
| ---- | ---------------------------- | ----------------------- | ----------------- |
| 2009 | Skin and Bones               | Dueto com Charlene      | Charlene Kaye     |
| 2009 | Magnolia Wine                | Marido                  | Charlene Kaye     |
| 2010 | Last Friday Night (T.G.I.F.) | Aaron Christopherson    | Katy Perry        |
| 2011 | Dress and Tie                | Dueto com Charlene      | Charlene Kaye     |
| 2013 | Kangaroo Court               | Cachorro jogando cartas | Capital Cities    |
| 2014 | Already Home                 | Protagonista            | A Great Big World |

## Teatro
| Ano  | Título original                                  | Papel                              | Notas                                                 |
| ---- | ------------------------------------------------ | ---------------------------------- | ----------------------------------------------------- |
| 1997 | Fanny                                            | Cesario                            |                                                       |
| 1998 | Do I Hear a Waltz?                               | Mauro                              |                                                       |
| 1999 | Babes in Arms                                    | Beauregard Calhoun                 |                                                       |
| 2009 | A Very Potter Musical                            | Harry Potter                       | Principal                                             |
| 2009 | Me and My Dick                                   | Dono do restaurante italiano (voz) | Participação especial                                 |
| 2010 | A Very Potter Sequel                             | Harry Potter                       |                                                       |
| 2012 | How to Succeed in Business Without Really Trying | J. Pierrepont Finch                | Substituindo Daniel Radcliffe por três semanas        |
| 2015 | Hedwig and The Angry Inch                        | Hedwig                             |                                                       |
| 2016 | The Little Mermaid in Concert                    | Príncipe Eric                      |                                                       |
| 2016 | Hedwig and The Angry Inch                        | Hedwig                             | Tour nacional (Apenas em Los Angeles e São Francisco) |

## Discografia

### Team StarKid
- Little White Lie (2007)
- A Very Potter Musical (2009)
- Me and My Dick (A New Musical) (2010)
- A Very StarKid Album (2010)
- A Very Potter Sequel (2010)
- Starship (2011)
- A Very Potter Sernior Year (2012)

### Independente
- Skin and Bones (com Charlene Kaye) (2008)
- Dress and Tie (com Charlene Kaye) (2011)
- New Morning (com Chuck Criss) (2012)

### Solo
- Human (2010)
- Homework (2017)

### Computer Games
- Lost Boys Life (2017)

### Glee
- Glee: The Music, The Christmas Album (2010)
- Glee: The Music, Volume 4 (2010)
- Glee: The Music, Volume 5 (2011)
- Glee: The Music Presents the Warblers (2011)
- Glee: The Music, The Dance Party! (2011)
- Glee: The Music, The Christmas Album Volume 2 (2011)
- Glee: The Music, Volume 7 (2011)
- Glee: The Music, The Graduation Album (2012)

## Tours
- Listen Up Tour (2013)
- LMDC Tour (com Lea Michele) (2018)

## Prêmios e Nomeações
| Ano  | Prêmio                           | Categoria                                         | Trabalho                                                  | Resultado |
| ---- | -------------------------------- | ------------------------------------------------- | --------------------------------------------------------- | --------- |
| 2011 | Variety                          | Poder da Filantropia Juvenil                      | The Trevor Project                                        | Venceu    |
| 2011 | Dorian Award                     | We're Wilde About You / Rising Star Award         | Glee                                                      | Venceu    |
| 2011 | Teen Choice Award                | Breakout Star                                     | Glee                                                      | Venceu    |
| 2011 | NewNowNext Award                 | Actor                                             | Glee                                                      | Venceu    |
| 2011 | Broadway World – Chicago Awards  | Melhor Novo Trabalho/Nova Adaptação               | Starship                                                  | Venceu    |
| 2012 | Broadway World – Chicago Awards  | Melhor Evento Teatral Especial                    | A Very Potter Senior Year                                 | Venceu    |
| 2012 | Broadway.com Award               | Substituição Favorita                             | How To Succeed In Business Without                        | Venceu    |
| 2012 | Screen Actors Guild              | Melhor Elenco em Série de Comédia                 | Glee                                                      | Indicado  |
| 2013 | Dorian Award                     | Melhor Apresentação Musical do Ano                | Glee                                                      | Indicado  |
| 2013 | Screen Actors Guild              | Melhor Elenco em Série de Comédia                 | Glee                                                      | Indicado  |
| 2013 | People's Choice Awards           | Ator Favorito de Comédia em TV                    | Glee                                                      | Indicado  |
| 2013 | People's Choice Awards           | Favorito Bromance da TV (com Chord Overstreet)    | Glee                                                      | Indicado  |
| 2013 | People's Choice Awards           | Química Favorita em Cena (com Chris Colfer)       | Glee                                                      | Indicado  |
| 2015 | Broadway.com Award               | Substituição Favorita                             | Hedwig and the Angry Inch                                 | Venceu    |
| 2015 | Prémios Emmy do Primetime        | Melhor Música Original                            | "This Time" - Glee                                        | Indicado  |
| 2015 | Hollywood Music in Media Award   | Canção - Programa de TV / Série Digital           | "This Time" - Glee                                        | Venceu    |
| 2015 | Giffoni Film Festival            | Experience Award                                  | Trabalho em Geral                                         | Venceu    |
| 2017 | Los Angeles Drama Critics Circle | Performance Principal                             | Hedwig and the Angry Inch                                 | Indicado  |
| 2018 | MTV Movie & TV Awards            | Melhor Atuação em Televisão                       | The Assassination of Gianni Versace: American Crime Story | Indicado  |
| 2018 | Prémios Emmy do Primetime        | Melhor Ator em Minissérie ou Telefilme            | The Assassination of Gianni Versace: American Crime Story | Venceu    |
| 2019 | Prémios Globo de Ouro            | Melhor Ator em Minissérie ou Filme para Televisão | The Assassination of Gianni Versace: American Crime Story | Venceu    |
| 2019 | Critics' Choice Awards           | Melhor Ator em Minissérie ou Telefilme            | The Assassination of Gianni Versace: American Crime Story | Venceu    |
| 2019 | Prémios Screen Actors Guild      | Melhor Ator em Minissérie ou Telefilme            | The Assassination of Gianni Versace: American Crime Story | Venceu    |
| 2019 | Satellite Awards                 | Melhor Ator em Minissérie ou Telefilme            | The Assassination of Gianni Versace: American Crime Story | Venceu    |